# 28 cm Kanone 5 (Eisenbahn)
Działo kolejowe K5 (28 cm Kanone 5 (Eisenbahn)) wyprodukowane w zakładach Kruppa działo kolejowe używane przez Niemców w trakcie II wojny światowej. Było to jedno z najbardziej udanych niemieckich dział kolejowych; w czasie II wojny światowej używano go na prawie wszystkich frontach walk. Armaty tego typu znane były jako szczupła Berta (niem. schlanke Bertha – przez analogię do nazwy wcześniejszego działa znanego jako Gruba Berta).

## Historia powstania
W odróżnieniu od zaprojektowanych w tym samym czasie dział: 15 cm Kanone (Eisenbahn) i 17 cm Kanone (Eisenbahn), które powstały w ramach tzw. "Sofort-Program" i bazowały na istniejących już armatach i wcześniej zmodernizowanych łożach kolejowych, K5 (E) było konstrukcją całkowicie oryginalną. Prototypowa wersja armaty otrzymała oznaczenie K5M i miała kaliber 150 mm; prace nad nią rozpoczęto w 1934, a pierwsze strzały oddano z niej w 1936. Po pomyślnym zakończeniu testów rozpoczęto produkcję armat kalibru 280 mm; w momencie inwazji na Francję w służbie Wehrmachtu było już osiem armat tego typu.

## Wersje rozwojowe
Już po wejściu armaty do służby odkryto szereg problemów związanych z rozszczepianiem się i pękaniem lufy będących skutkiem zbyt głębokiego gwintowania lufy; po serii testów głębokość gwintu zmniejszono z 10 mm do 7 mm, co rozwiązało wcześniejsze problemy. W różnych eksperymentalnych wersjach armaty wypróbowano także takie rozwiązania jak hamulec wylotowy czy zastąpienie tradycyjnie spotykanego w armatach niemieckich poziomego zamka klinowego zamkiem śrubowym.
Eksperymentowano także z amunicją; specjalnie dla tego działa powstał pocisk 28 cm R Gr 4331 z dodatkowym silnikiem rakietowym. Pocisk był wystrzeliwany z działa w normalny sposób, ale tuż przed osiągnięciem apogeum trajektorii lotu włączał się silnik rakietowy. Takie rozwiązanie z jednej strony znacznie powiększało donośność pocisku, z drugiej jednak powodowało znaczne pogorszenie celności: przy osiągnięciu maksymalnego zasięgu tylko połowa pocisków trafiała w cel o rozmiarach 3400 m * 200 m (masa ładunku wybuchowego wynosiła 14 kg).
Dwie armaty tego typu zostały specjalnie zmodyfikowane do strzelania podkalibrową amunicją Peenemünder Pfeilgeschoss (Flugstabilisiertes Treibringgeschoss). Lufy tych armat zostały rozwiercone do kalibru 310 mm i nie były gwintowane. Tak zmodyfikowane armaty otrzymały oznaczenie K5 Glatt (gładkolufowe); strzelały specjalnie opracowaną amunicją podobną do podkalibrowych pocisków stabilizowanych brzechwowo z odrzucanym sabotem. Sam pocisk miał kaliber 120 mm i długość 1911 mm i otoczony był sabotem o średnicy 310 mm. Sabot odrzucany był od pocisku po ok. 2 kilometrach lotu – rdzeń kontynuował lot do celu. Pierwsze próby z tego typu amunicją rozpoczęto już w 1940; w testach przeprowadzonych na poligonie w okolicach Rügenwalde osiągnięto donośność do 151 km. Ładunek wybuchowy tych pocisków wynosił 25 kg.
Rozpoczęto także prace projektowe nad wersją działa z trakcją gąsienicową, armata miała być przewożona przez dwa bezwieżowe czołgi Tygrys.

## Służba
Armaty tego typu wzięły udział w inwazji na Francję w 1940; później weszły w skład systemu umocnień znanego jako Wał Atlantycki. W jego ramach używano ich do zwalczania żeglugi, czasami też do ostrzeliwania wybrzeża Anglii. Używane były także na froncie wschodnim w czasie oblężenia Leningradu i Stalingradu. Planowano przetransportowanie jednego działa tego typu do Tunezji; ostatecznie pozostało ono we Włoszech; wraz z drugim takim samym działem zostały użyte przez Niemców w czasie bitwy pod Anzio (patrz dalej).

### "Anzio Annie" i "Anzio Express"

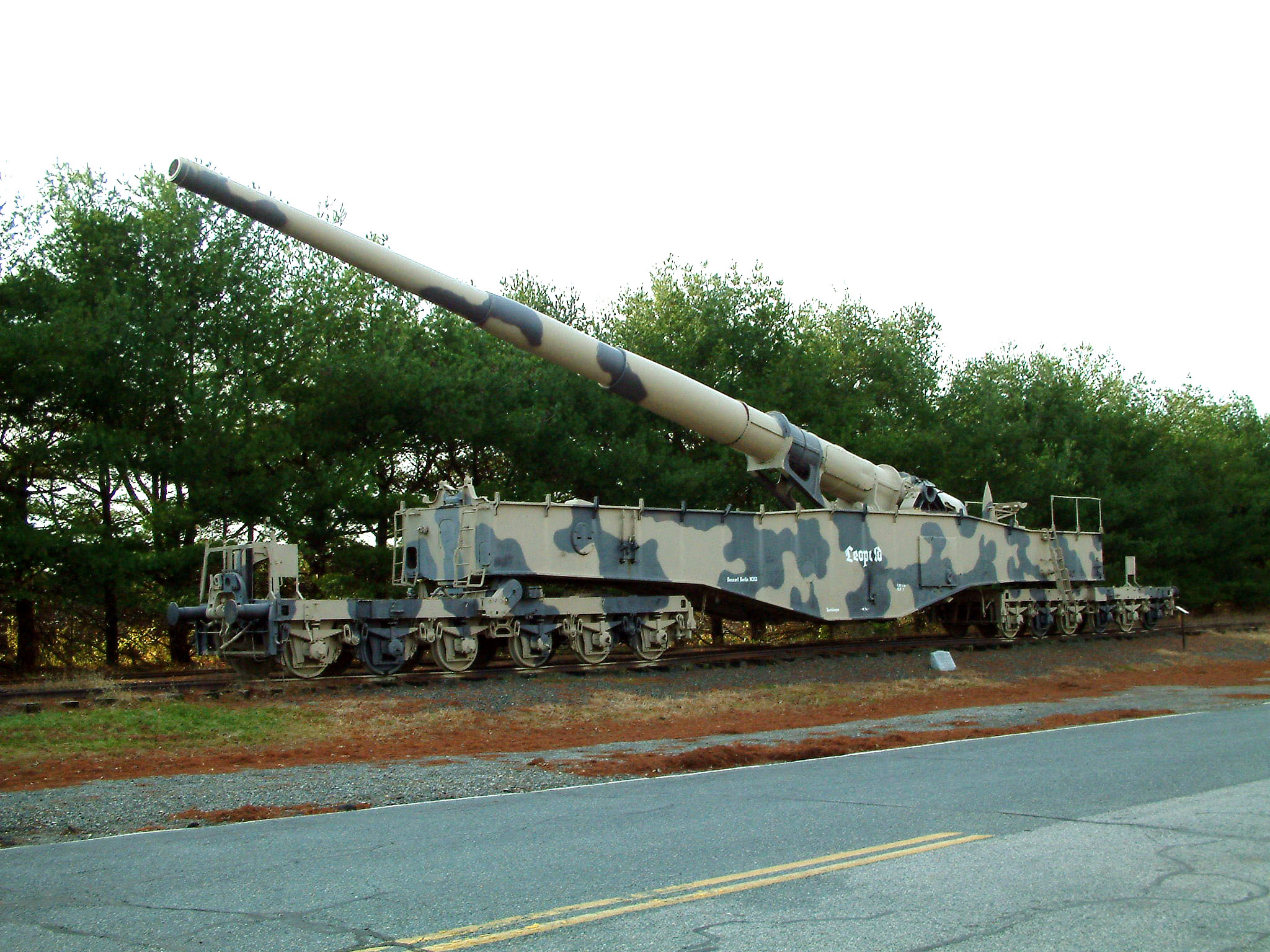
Leopold w muzeum w Aberdeen

Po udanym lądowaniu aliantów (operacja Shingle), które dało początek bitwie pod Anzio, dowództwo niemieckie (OKW) zdecydowało o użyciu dwóch znajdujących się we Włoszech K5 (E) do dalekosiężnego ostrzału przyczółku wojsk alianckich. Armaty przytransportowano w okolice Ciampino 2 lutego; pierwsze strzały oddano z nich 7 lutego. Działa te umieszczono w tunelach kolejowych; wyłaniały się tylko na chwilę w celu oddania kilku strzałów. Mimo że przybliżona lokalizacja armat była znana aliantom już 12 lutego (poinformowała o tym działająca w Rzymie siatka szpiegowska Petera Tompkinsa), a ich dokładniejsze położenie przekazano 5 marca, lotnictwu alianckiemu do końca działań wojennych nie udało się ich zniszczyć ani w inny sposób unieszkodliwić; prawie przez cały czas były bowiem ukryte w tunelach. Zdaniem np. Carla d’Este, była to trudno wytłumaczalna nieporadność lotnictwa aliantów; jego zdaniem, aby je unieszkodliwić wystarczyło jedynie uszkodzić tory znajdujące się przed tunelami.  Żołnierze alianccy nazwali te działa "Anzio Annie" i "Anzio Express", niemiecka obsługa natomiast odpowiednio: "Robert" i "Leopold". Po zakończeniu bitwy pod Anzio i zdobyciu Rzymu oba działa zostały znalezione w Civitavecchia. "Robert" ("Anzio Annie") było uszkodzone na tyle, że ostatecznie pocięto je na złom; "Leopold" ("Anzio Express") zostało częściowo odrestaurowane i przetransportowane do muzeum w Aberdeen; tam znajduje się do dzisiaj.

## Kultura masowa

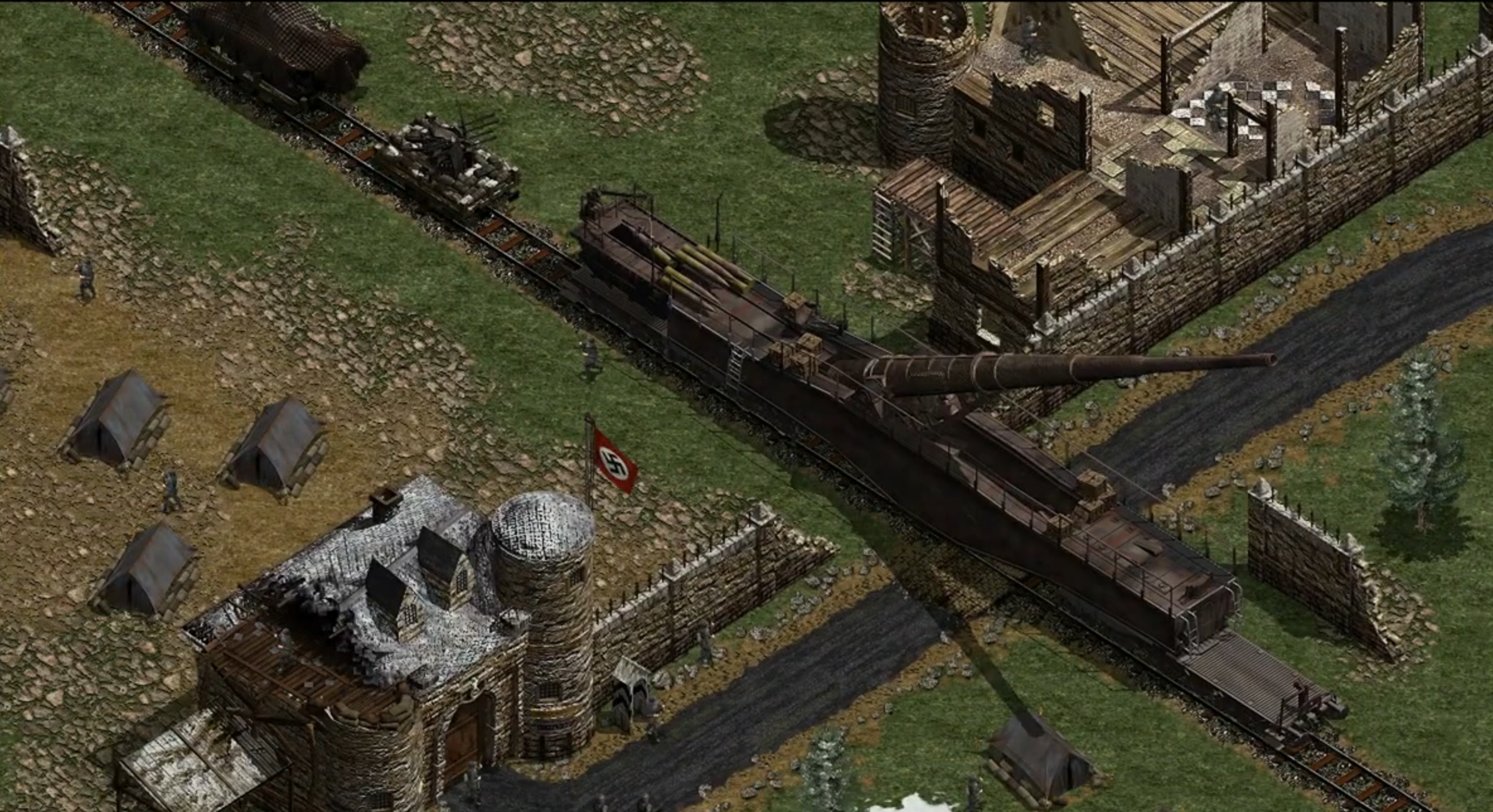
Działo "Leopold" w grze "Commandos: Behind Enemy Lines"

W misji "Menace of the Leopold" w grze "Commandos: Behind Enemy Lines" z 1998 roku naszym zadaniem jest wysadzenie działa "Leopold".
W 8 misji kampanii alianckiej "Anzio-Cisterna" w grze Codename Panzers Phase 2 gracz może zdobyć, a następnie użyć działa "Robert" przeciwko wrogowi.